# اوکشتایتیا

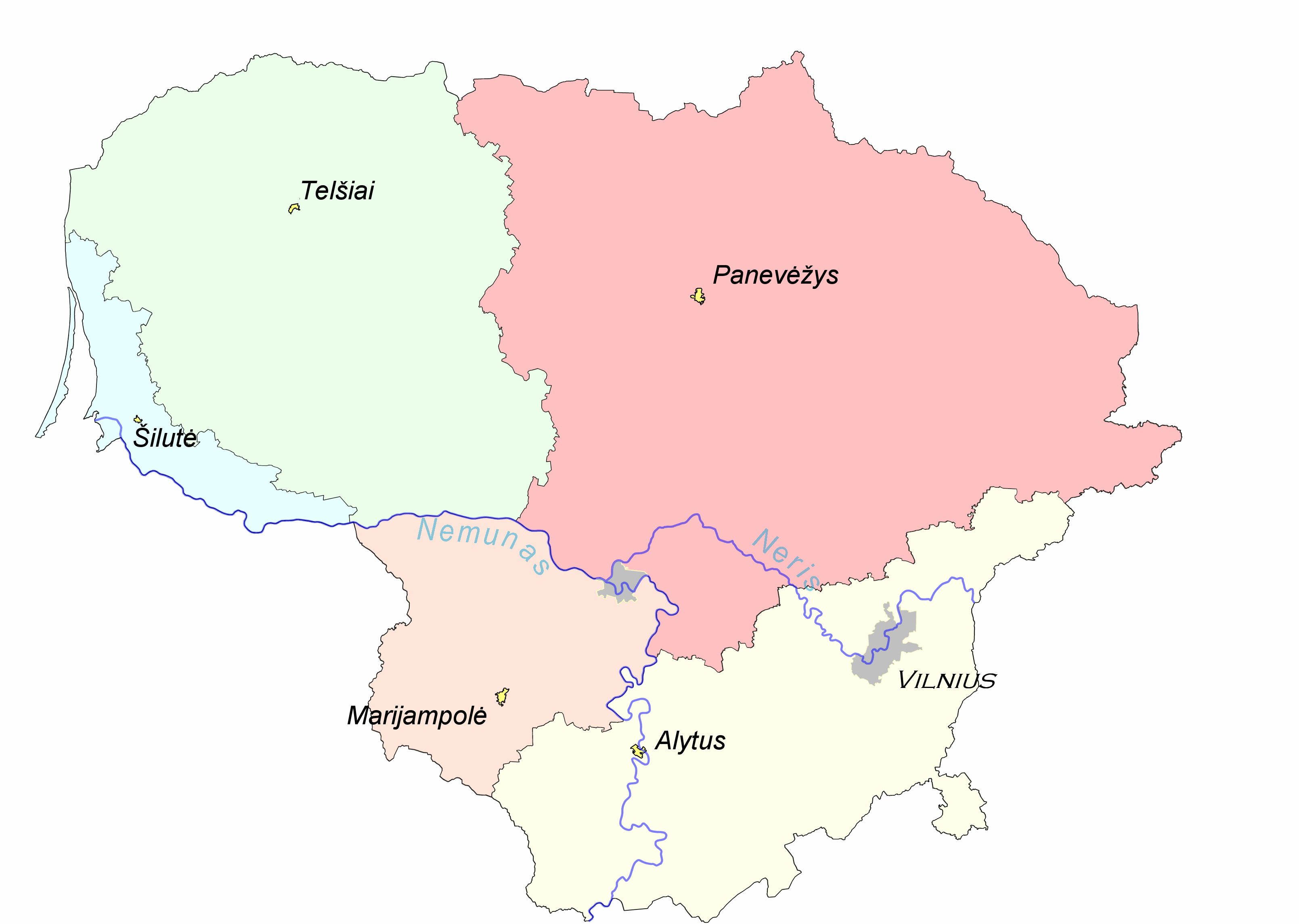
منطقه اوکشتایتیا (رنگ قرمز)

اوکشتایتیا (لیتوانیایی: Aukštaitija، تلفظ لیتوانیایی: [ɐukʂˈtɐǐ:tʲɪjɐ]) یکی از پنج منطقه لیتوانی است.

## پرچم و نماد

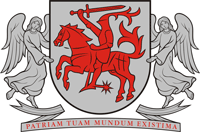
نماد اوکشتایتیا

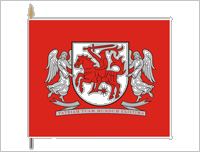
پرچم اوکشتایتیا

## شهرها
- پانه‌وژیس – ۱۱۹٬۷۴۹ (مرکز)
- یوناوا – ۳۴٬۹۵۴
- اوتنا – ۳۳٬۸۶۰
- کداینیای – ۳۲٬۰۴۸
- ویساگیناس – ۲۹٬۵۵۴
- اوکمرگه – ۲۸٬۷۵۹
- رادویلیشکیس – ۲۰٬۳۳۹